# O guarda-sol
O Guarda-Sol ou A sombrinha verde é uma das primeiras obras-primas do espanhol Francisco Goya. Óleo sobre tela, data de entre 1776 e 1778 e repousa, hoje, nas paredes do Museu do Prado, em Madrid.
Foi encomendado a Goya pela rainha D. Maria Luísa, esposa de Carlos IV, que governava na época e cuja filha mais velha, D. Carlota Joaquina de Bourbon,  se tornou rainha de Portugal, devido ao seu casamento com o príncipe D. João, filho de D. Maria I de Portugal. D. Maria Luísa desejava cenas alegres para as tapeçarias da sua sala de jantar e, assim, pediu ao pintor que levasse a cabo a realização de alguns esboços em tela, que depois viriam a ser transformados em vistosas e atraentes tapeçarias.
Assim Goya não se inibiu de criar esta imagem de uma jovem, elegante senhora, descansando depois de um passeio, sob a sombra leve de um guarda-sol.
A pintura exibe uma diversificada e atraente paleta de cores, realçada pelo amarelo fulminante da saia da senhora e o verde da vegetação e da sombrinha.
Goya tinha, até à altura, o hábito de apresentar os seus modelos vestidos à moda francesa. Só depois começou a interessar-se pela figura das majas e dos majos. Em O Guarda-Sol, sentada no chão, está uma jovem rica, elegante, vestida ao estilo francês. Supomos que descansa de um passeio ao ar-livre, com um pequeno cão repousando no seu colo. O seu rosto, de pele rosada, encontra-se coberto pela sombra do guarda-sol que um jovem segura. Não se sabe se este rapaz era um simples criado ou um cortejo, um acompanhante do mesmo estrato social a quem foi dada permissão para fazer companhia a tão digna jovem.

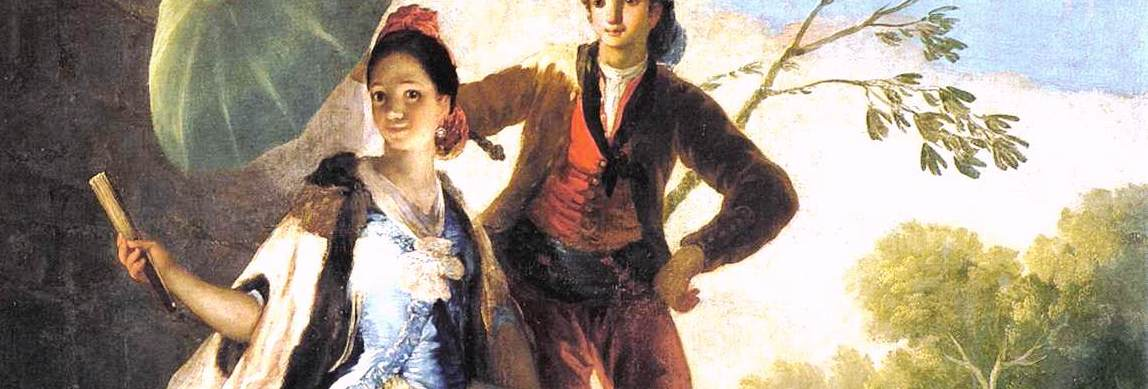
Pormenor de O Guarda-Sol.

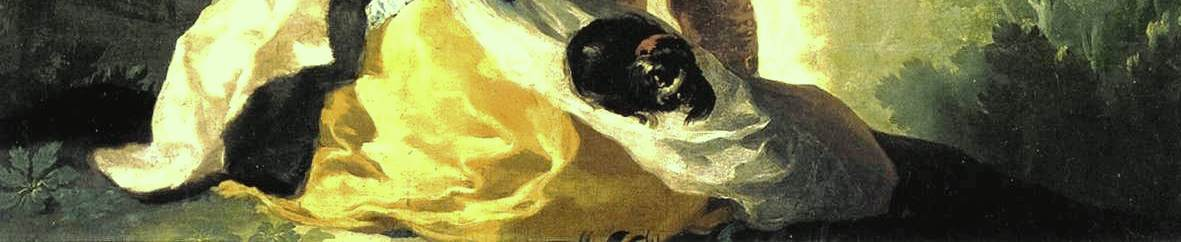
Pormenor de O Guarda-Sol.

A jovem sabe como adoptar uma pose atraente, e, embora não envergue o traje de uma maja, parece ter a mesma segurança feminina desta última. Entretanto, a mulher exibe igualmente uma grande delicadeza, reforçada pelo seu olhar tímido e encantador, que parece examinar o observador com algum à-vontade.
A delicadeza e elegância do seu traje denunciam a sua posição social elevada. A capa debruada a pele. A casaca de cetim, realçada pelos lenços de seda branca e rendas da mesma cor. A longa saia em amarelo-torrado e o cabelo preso por um lenço vermelho. Tudo isto sob a elegante sombra de um guarda-sol verde.
A jovem senhora, que segura um leque na mão direita, com o seu olhar assombroso, seduz o mais sagaz e satírico dos observadores.